# Symmachia probetor
Symmachia probetor is een vlindersoort uit de familie van de prachtvlinders (Riodinidae), onderfamilie Riodininae.
Symmachia probetor werd in 1782 beschreven door Stoll.